# Harold Kroto
Sir Harold Walter Kroto, FRS, rodným jménem Harold Krotoschiner, (7. října 1939, Wisbech, Cambridgeshire, Anglie – 30. dubna 2016, Lewes, Sussex, Anglie) byl anglický chemik a jeden z laureátů Nobelovy ceny za chemii za rok 1996. Od roku 2004 pracuje na Florida State University a dlouhou dobu pracoval a profesuru získal na University of Sussex.

## Dětství a vzdělání
Harold Kroto se narodil 7. října 1939 ve Wistbechu v hrabství Cambridgeshire. Jeho otec pocházel z Polska a matka z Německa, ve 30. letech však emigrovali do Anglie, protože Heinz Krotoschiner byl židovské národnosti. Počátkem 50. let bylo rodinné jméno zkráceno na Kroto.
Mladý Harold začal navštěvovat Bolton School, kde byl jeho spolužákem slavný herec Ian McKellen, známý například z filmů Pán prstenů (filmová trilogie) nebo X-Men. Na střední škole se Kroto začal zajímat o chemii, fyziku a matematiku, proto v roce 1958 nastoupil na The University of Sheffield, která v té době byla proslulá jako vynikající chemické pracoviště. Zde získal v roce 1961 bakalářský titul v oboru chemie a o tři roky později získal také doktorát v oblasti molekulární spektroskopie. V rámci doktorátu provedl výzkum na látce zvané dioxid triuhlíku, což ho vedlo k zájmu o sloučeniny, které obsahují řetězce uhlíku.
Kroto se na univerzitě začal zajímat i o jiné chemické disciplíny, především ho zaujala kvantová chemie, později také astrochemie. Zajímal se i o sport, během svého působení na Univerzitě v Sheffieldu zaznamenal významné úspěchy v tenisu a byl také předsedou univerzitní atletické organizace. Kromě toho byl též redaktorem univerzitního časopisu.

## Kariéra
Po dokončení doktorátu pracoval Kroto dva roky u National Research Council, poté strávil rok v Bellových laboratořích, kde se zabýval Ramanovou spektroskopií a kvantovou chemií.
V roce 1967 nastoupil na University of Sussex, kde začal vyučovat a věnoval se zde i výzkumu, především spektroskopii a sloučeninám uhlíku. Například trojnou vazbu uhlíku na fosfor, nebo sloučeniny uhlíku se sírou či selenem.
Roku 1975 byl jmenován řádným profesorem. V témže roce s kolegou Waltonem zkoumali dlouhé lineární uhlíkové řetězce pomocí mikrovlnného záření. Později byl kanadskými astronomy učiněn objev těchto řetězců v mezihvězdném prostoru a v atmosférách některých hvězd zvaných červení obři.
O 10 let později využil Kroto svých předchozích výsledků s dlouhými uhlíkovými řetězci a astronomická pozorování kanadských kolegů a společně s kolegy, kterými byli například Robert Curl a Richard Smalley, simuloval laboratorně podmínky v atmosférách červených obrů. Tento experiment prokázal, že složité molekuly uhlíku se mohou tvořit i spontánně z kondenzovaného uhlíku ve hvězdné atmosféře.
Následně Kroto a kolegové objevili složitou molekulu uhlíku C60, která tvoří sférické struktury tvořené z 12 pětiúhelníků a 20 šestiúhelníků, ve vrcholu každého se nachází atom uhlíku. Tuto molekulu Kroto nazval Buckminsterfulleren podle slavného architekta a designéra jménem Buckminster Fuller. Poté Kroto začal zkoumat vlastnosti této molekuly, zejména se zajímal o její význam v chemii a materiálovém inženýrství.
V letech 2002-2004 byl Kroto ředitelem Royal Society of Chemistry, ovšem v roce 2004 opustil Sussex a přijal místo na Florida State University. Zde se dále věnoval výzkumu par uhlíku, systémů nanostruktur a také výzkumu fullerenů, metalofullerenů a polycyklických aromatických uhlovodíků ve hvězdách, v mezihvězdném prostoru a kosmickém prachu.
Za objev a výzkum vlastností fullerenů získal v roce 1996 Nobelovu cena za chemii. Dalšími držiteli byli Richard Smalley a Robert Curl. V témže roce byl povýšen do šlechtického stavu.

## Popularizace vědy
Kromě vlastního výzkumu byl i schopným popularizátorem vědy, často přednášel pro veřejnost a účastnil se různých akcí na základních a středních školách. Roku 1995 založil nadaci Vega Science Trust, která má za cíl natáčet kvalitní vědecké dokumentární filmy, přednášky, diskuze, rozhovory s nositeli významných vědeckých ocenění a také tvorbu vzdělávacích programů pro školy. Za dobu existence nadace vytvořila téměř 300 videí, z nichž některé vysílala dokonce i BBC News. Všechny programy nadace jsou volně přístupné na internetové stránce ve 165 zemích světa.
V roce 2009 založil druhou nadaci GEOSET, zaměřující se na podporu vzdělávání přírodních věd a technických oborů. Nadace například vytvořila jednotné úložiště pro vzdělávací programy předních světových univerzit a vědeckých institucí.
Kromě své vědecké a popularizační práce byl i poloprofesionálním designérem. Navrhl mnoho plakátů, log a přebalů knih. Je i držitelem některých ocenění za design.

## Osobní život
Harold Kroto byl ženatý s Margareth Hunter, již si vzal v době studia v Sheffieldu, měli dva syny.
Byl ateistou a humanistou, angažoval se v British Humanist Association. V roce 2003 podepsal Humanistický manifest, o sedm let později podepsal otevřený dopis proti návštěvě papeže Benedikta XVI. ve Velké Británii.
Aktivně se podílel i na chodu skeptické organizace The Committee for Skeptical Inquiry.